# Paraphysiana diminiuta
Paraphysiana diminiuta är en insektsart som beskrevs av Chiamolera, Cavichioli och Anderle 2003. Paraphysiana diminiuta ingår i släktet Paraphysiana och familjen dvärgstritar. Inga underarter finns listade i Catalogue of Life.